# Талеђо
Талеђо (итал. Taleggio) је насеље у Италији у округу Бергамо, региону Ломбардија.
Према процени из 2011. у насељу је живело 625 становника. Насеље се налази на надморској висини од 751 м.

## Становништво
Према резултатима пописа становништва 2011. у општини је живело 603 становника.
| 1931. | 1936. | 1951. | 1961. | 1971. | 1981. | 1991. | 2001. | 2011. |
| ----- | ----- | ----- | ----- | ----- | ----- | ----- | ----- | ----- |
| 1.971 | 1.539 | 1.411 | 1.267 | 1.936 | 753   | 684   | 582   | 603   |